# Johann Evangelist Fischer
Johann Evangelist Fischer (* unbekannt; † 8. September 1790) war katholischer Pfarrer in dem niederbayerischen Markt Gangkofen. Er übersetzte die mehrbändige Geschichte des Christentums des französischen Abtes Gabriel Marin Ducreux aus dem Französischen.

## Werke
- Die christlichen Jahrhunderte oder die Geschichte des Christenthumes in seinem Anfange und Fortgang. Wien und Landshut 1777–1784